# Prostituzione a Singapore
La prostituzione a Singapore è legale, mentre non lo sono le varie attività commerciali legate ad essa: adescamento in pubblico, sfruttamento tramite lenocinio e case di tolleranza (cioè vivere sopra i guadagni di una prostituta o sul mantenimento di un bordello). Ufficiosamente la polizia in pratica tollera il fenomeno, monitorando le prostitute che operano in alcuni bordelli; esse son tenute a sottoporsi a controlli sanitari periodici e devono avere sempre con sé una tessera attestante il loro stato di salute.
A parte questi bordelli regolamentati, di numero minimo, donne che praticano la prostituzione possono essere facilmente trovate in molti saloni di massaggio, tra cui alcuni stabilimenti di Tuina i quali impiegano donne cinesi che offrono massaggi come pretesto per vere e proprie prestazioni sessuali. Queste attività sono illegali e gli operatori rischiano la prigione se scoperti.
Il principale quartiere a luci rosse di Singapore è Geyland, ma anche l'Orchard Tower, un grande centro commerciale di 4 piani, viene frequentato da prostitute in cerca di clienti. Infine alcuni bar di Duxton Hill possono anche offrire servizi sessuali.

## Regolamentazione

### Sesso a pagamento con minorenni
Qualsiasi persona adulta che ottenga in cambio di denaro servizi sessuali da un minore di 18 anni commette un reato e può essere punito con una multa inflitta ad entrambi o la reclusione nei casi più gravi. Col termine servizi sessuali viene indicato tutto ciò che coinvolge la penetrazione, quindi oltre al rapporto eterosessuale anche il sesso anale e il sesso orale; è reato anche il tentativo di adescamento di un minorenne per uno scopo sessuale La legge infine si applica anche ai cittadini che compiono il reato al di fuori dello stato.
È un crimine contro la persona:
- effettuare od organizzare servizi di trasporto a favore o per conto di qualsiasi altra persona con l'intento di agevolare il reato ai sensi dell'art. 376C (cioè i reati in materia di commercio sessuale con un minore di 18 anni, anche al di fuori di Singapore), questo anche se il reato viene commesso da un minore[6];
- il trasporto di una qualsiasi persona al di fuori dello stato con l'intento di agevolare, da parte di quest'ultimo, il reato ai sensi dell'art. 376C[7];
- stampare, pubblicare o distribuire qualsiasi informazione destinata a promuovere una condotta che verrebbe a costituire reato ai sensi dell'art. 376C, o per aiutare altre persone nell'impegnarsi in una tale condotta[8]

La persona ritenuta colpevole d'un tale reato rischia una pena fino a 10 anni di reclusione.

### Sfruttamento della prostituzione
Si tratta di reato:
- vendere, noleggiare o cedere, o comunque ottenerne il possesso, di una donna o ragazza con l'intenzione di occuparla o utilizzarla a scopo di prostituzione sia all'interno che all'esterno di Singapore, sapendo ch'essa verrà così impiegata[10].
- procurarsi una donna o ragazza per avere sia all'interno che al di fuori dello stato un incontro sessuale al di fuori del matrimonio con un uomo a fini di prostituzione[11]
- procurarsi donne o ragazze attraverso minacce o intimidazioni per ottener incontri sessuale[12].
- far entrare a Singapore una donna sapendo o avendo motivo di ritenere che essa sia stata chiamata con scopi di prostituzione[13].
- detenere una donna contro la sua volontà con l'intenzione di avviarla alla prostituzione[14].

La pena può essere una multa fino a 10.000 dollari o la reclusione fino a 5 anni: un uomo che venga condannato per la seconda volta di seguito per uno dei reati elencati sopra rischia, oltre alla prigione, anche la fustigazione (Vedi Fustigazione a Singapore).